# Allocerus
Allocerus is een kevergeslacht uit de familie van de boktorren (Cerambycidae). De wetenschappelijke naam van het geslacht werd voor het eerst geldig gepubliceerd in 1830 door Lacordaire.

## Soorten
Allocerus omvat de volgende soorten:
- Allocerus bicarinatus (Monné M. L. & Monné M. A., 1998)
- Allocerus dilaticornis Gory, 1832
- Allocerus spencei (Kirby, 1818)